# Thal (Suïssa)
Thal és un municipi de Suïssa que pertany al cantó de Sankt Gallen, districte de Rorschach.